# Jarosław Chmielewski
Jarosław Marian Chmielewski (ur. 21 lipca 1971 w Wieluniu) – polski polityk i prawnik, senator VI kadencji.

## Życiorys
W 1995 ukończył studia na Wydziale Prawa i Administracji Uniwersytetu Wrocławskiego. W latach 1990–2000 był dyrektorem Wojewódzkiej Poczty Polskiej w Opolu, w 2001 dyrektorem wydziału prawnego w ZUS Opole, a od 2001 do 2002 pełnomocnikiem zarządu PFRON. W latach 2003–2005 odbył aplikację radcowską przy Okręgowej Izbie Radców Prawnych w Poznaniu oraz pełnił funkcję dyrektora Oddziału Wrocławskiego Kancelarii Radców Prawnych Piszcz i Wspólnicy, zaś od 2004 do 2005 był likwidatorem SPZOZ-ów w Częstochowie.
Należał do Zjednoczenia Chrześcijańsko-Narodowego, w wyborach parlamentarnych w 2001 kandydował do Sejmu z listy Akcji Wyborczej Solidarność Prawicy. Później przystąpił do Prawa i Sprawiedliwości. W wyborach w 2005 z jego ramienia uzyskał mandat senatorski w okręgu opolskim. W wyborach parlamentarnych w 2007 nie ubiegał się o reelekcję. W wyborach samorządowych w 2018 otwierał okręgową listę Wolnych i Solidarnych do sejmiku dolnośląskiego.